# Afromastax schoutedeni
Afromastax schoutedeni är en insektsart som först beskrevs av Bolívar, I. 1912.  Afromastax schoutedeni ingår i släktet Afromastax och familjen Thericleidae. Inga underarter finns listade i Catalogue of Life.